# Куп Јужног Судана у фудбалу
Куп Јужног Судана је фудбалско такмичење под окриљем ФСЈС-а. Основано је 2012. године након проглашења независности. Први победник такмичења је ФК Ел Насир из главног града Џубе.